# Battaglia di Kleck
La battaglia di Kleck (in bielorusso Бітва пад Клецкам?; in lituano Klecko mūšis) fu combattuta il 6 agosto 1506 nei pressi di Kleck (nell'attuale territorio della Bielorussia) tra l'esercito del Granducato di Lituania, guidato dal Marszałek (Maresciallo) Michail Glinskij e l'esercito del Khanato di Crimea, guidato da Fetih I Giray e Burnaş I Giray, entrambi figli del Khan di Crimea Meñli I Giray. La battaglia fu una delle vittorie più importanti dell'esercito lituano su quello tataro.

## Lo scenario
I lituani si erano alleati con Hacı I Giray, Khan di Crimea e fondatore della dinastia dei Tatari. Tuttavia, successivamente, il figlio di Haci, Meñli I Giray, aveva stretto un patto di alleanza con il Granducato di Mosca, che era già da lungo tempo avversario dei lituani. Nel corso della seconda guerra lituano-moscovita del 1503, l'esercito tataro aveva saccheggiato le città meridionali del Granducato di Lituania, in particolare Sluck, Kleck e Njasviž, arrivando a minacciare persino la capitale Vilnius. Fu in questa occasione che l'allora Granduca di Lituania Alessandro Jagellone ordinò la costruzione delle mura difensive della città che vennero completate nel 1552.
In quello stesso periodo, a causa del deteriorarsi del suo stato di salute, e di una feroce rivalità sorta all'interno del Consiglio Lituano tra i due nobili Michael Glinski e Jan Zabrzeziński, il granduca Alessandro decise di riunire il Seimas, ovvero il corrispettivo dell'epoca del Parlamento lituano, presso Lida dove avrebbe annunciato il passaggio della corona a suo fratello Sigismondo. Tuttavia la situazione precipitò quando il 25 luglio 1506, alcune avanguardie avevano avvistato l'approssimarsi minaccioso di un esercito tataro d'invasione di circa 20 000 uomini, nei pressi di Sluck, ed in rapida avanzata verso Navahrudak e la stessa Lida. Alessandro lasciò la città, non prima di aver nominato Stanisław Kiszka, Grande atamano di Lituania e Michael Glinski comandanti dell'esercito di difesa contro il nemico.

## La battaglia
Dietro ordine dei nuovi comandanti, le forze lituane radunarono circa 7 000 uomini a Navahrudak, mentre l'esercito tataro si era accampato nei pressi di Kleck, inviando metà delle sue forze a saccheggiare le cittadine ed i villaggi del circondario. Il 3 agosto, essendo venuti a conoscenza dell'esatta collocazione dell'accampamento nemico, i lituani con una marcia forzata notturna di circa 80 kilometri raggiunsero il nemico; la marcia estenuante causò ad uno dei comandanti lituani, Stanisław Kiszka, una grave malattia, e così Michael Glinski rimase l'unico comandante in carica. L'accampamento tataro si trovava lungo una buona linea difensiva, tra il fiume Lan ed il suo affluente lo Tsapra. I tatari erano già a conoscenza dell'avvicinarsi dell'esercito lituano ed erano quindi già pronti allo scontro. Uno degli ostacoli per i lituani era rappresentato dal fondale fangoso del fiume che non permetteva alla cavalleria pesante di attraversarlo. Glinski quindi decise di dividere l'esercito in due così da poter attaccare l'accampamento tataro su due fronti ed ordinò di costruire due ponti di barche per far attraversare le sue forze. 
Ma prima che Glinski poter attuare la propria strategia per intero, il suo rivale nel Seimas lituano, Jan Zabrzeziński, non attese gli ordini di Glinski e non appena i ponti furono pronti ordinò l'attacco da parte dello schieramento sotto il suo comando. Il drappello troppo esiguo di Zabrzeziński venne facilmente sconfitto dai tatari che, per oltraggiare il nemico, espose le teste mozzate dei soldati. Ciò scatenò le ire dell'ala destra dell'esercito lituano che si scagliò rabbiosamente contro i nemici costringendoli a concentrare le proprie forze su quell'unico fronte, lasciando sguarnito il fronte che si opponeva all'ala sinistra del nemico. Quando Glinski, che aveva ritardato il proprio attacco avanzò con l'ala sinistra dell'esercito lituano, trovò il nemico impreparato e le sue truppe vennero divise in due, una accerchiata e sconfitta, l'altra costretta alla ritirata ed alla fuga.

## Conseguenze
Il 12 agosto 1506 Michael Glinski fece il suo ingresso trionfante a Vilnius, lo statista e magnate Mikołaj II Radziwiłł, per celebrare la vittoria, ordinò la costruzione della Chiesa di San Giorgio sulle rive del fiume Neris. Tuttavia il trionfo di questo condottiero lituano fu di breve durata, quando il 19 agosto 1906 Alessandro Jagellone morì, il suo rivale politico Zabrzeziński lo accusò di aver complottato alle spalle del sovrano morto. Dal momento che il nuovo sovrano lituano, Sigismondo I non difese il suo nome la reazione di Glinski fu terribile: dopo aver organizzato una vera e propria ribellione, ottenne l'omicidio del suo rivale Zabrzeziński presso la fortezza di Hrodna, grazie anche all'alleanza stretta con il Granducato di Mosca. L'omicidio di Zabrzeziński viene storicamente considerato l'inizio della Terza guerra lituano-moscovita.